# Sherman Way (Metro de Los Ángeles)
Sherman Way es una estación de autobuses de tránsito rápido en la línea G del Metro de Los Ángeles y es administrada por la Autoridad de Transporte Metropolitano del Condado de Los Ángeles. Se encuentra localizada en Canoga Park, en el Valle de San Fernando.

## Conexiones de autobús
- Metro Local: 162[2]